# Tư tế

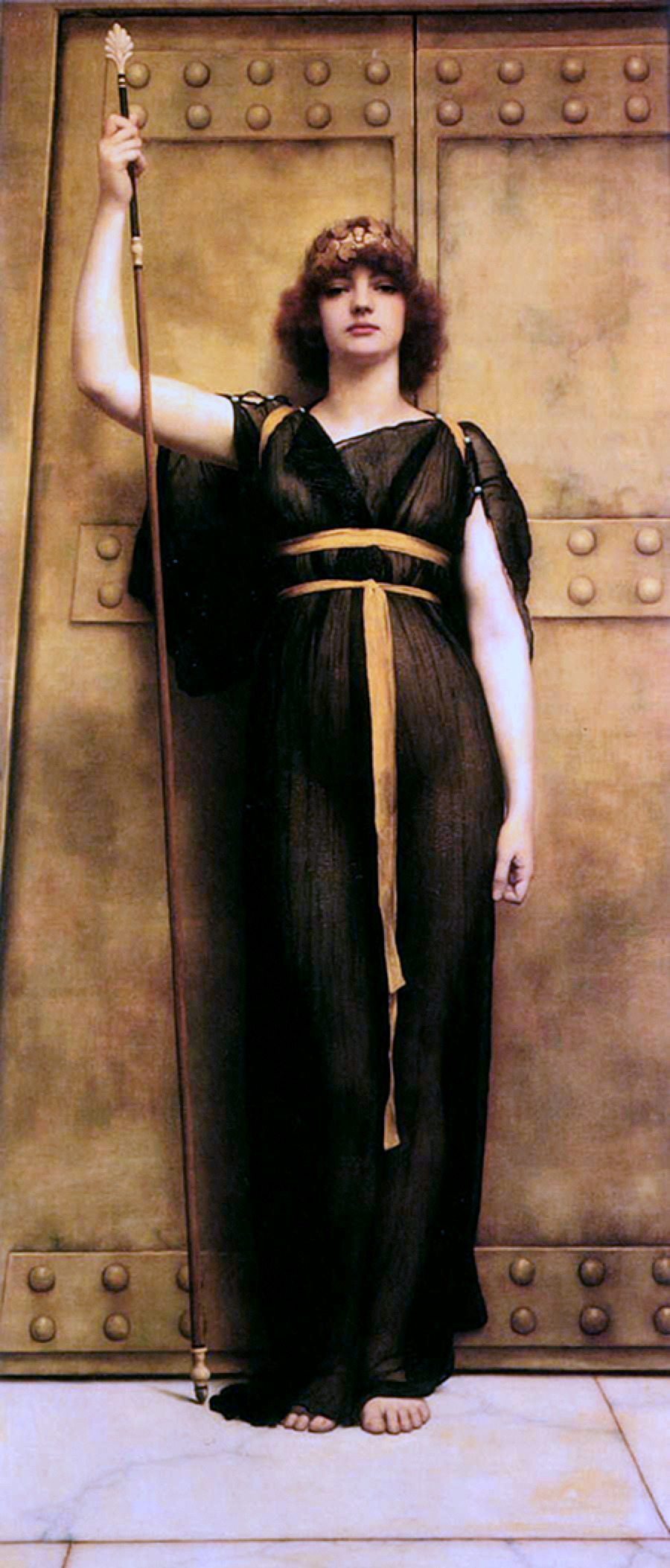
Họa phẩm về một nữ tư tế thời cổ xưa

Tư tế hay thầy tế là người được giao phụ trách trông coi thực hiện các tế tự, lễ nghi, cúng tế, thờ phụng của một tôn giáo hoặc giáo phái khác nhau như Công giáo, đạo Do Thái, đạo Hindu, đạo Hồi... Tư tế cũng là một chức quan trong triều đình Ai Cập cổ đại. Tư tế là người kết nối giữa người bình thường với đấng tối cao nào đó, tùy theo từng tôn giáo. Thầy tế cũng là người trả lời những thắc mắc của các giáo dân về đạo lý của mình.

## Từ nguyên
Linh mục là người có nhiệm vụ thực hiện chức năng truyền đạt những lễ nghi tôn giáo. Linh mục được biết đến từ thời kỳ xa xưa và trong xã hội đơn giản nhất (xem shaman).

## Kitô giáo
Khi nói đến chức tư tế là nói đến chức linh mục duy nhất của Chúa, chỉ có Chúa Kitô là Thầy Cả hay Linh mục Thượng phẩm duy nhất. Đây là chức tư tế của hàng giáo sĩ phẩm trật hay thừa tác xuất phát từ bí tích truyền chức thánh. Cuối thế kỷ I, chức tư tế thừa tác được thể hiện trong các cộng đoàn theo ba cấp: mỗi cộng đoàn có một giám mục (episcopos), nhiều linh mục (presbuteroi) và các phó tế, tức là các trợ tá (diakonoi). Ngược lại, chức tư tế chung của mọi Kitô hữu hay giáo dân là chức phát sinh từ bí tích Rửa tội và Thêm sức. Như vậy ở Công giáo có 3 dạng tư tế.
Chức Tư tế Thượng phẩm của Chúa Kitô, chức tư tế chung của các tín hữu và chức tư tế thừa tác hay phẩm trật, tuy khác nhau không chỉ về cấp bậc mà còn cả về yếu tính, song cả hai bổ túc cho nhau, đều tham dự vào chức tư tế duy nhất của Chúa Kitô theo cách thức riêng của mình. Tư tế thừa tác, nhờ có quyền do chức thánh đào tạo và cai quản dân tộc tư tế, đóng vai trò Chúa Kitô cử hành Hy tế Tạ ơn.
Các tư tế thừa tác hay phẩm trật, cụ thể là các giám mục, linh mục và phó tế, thay mặt Chúa Kitô giảng dạy và cử hành các bí tích, nhất là bí tích Thánh Thể để diễn lại Hy tế Thập giá trên bàn thờ ngày nay. Chức tư tế chung của người tín hữu chỉ cho phép mọi giáo hữu được hiệp thông với các tư tế thừa tác trong việc dâng đời sống của mình với mọi vui buồn, sướng khổ để kết hợp với Hy tế của Chúa Kitô dâng lên Thiên Chúa để xin ơn cứu chuộc cho mình và cho người khác trong Thánh lễ.
Ngoài ra, chức tư tế của người tín hữu cũng đòi hỏi mọi giáo hữu sống nhân chứng cho Chúa Kitô trước mặt người đời để góp phần mở mang Nước của Chúa. Chức tư tế của người tín hữu hay giáo dân có sự khác biệt với chức tư tế của hàng giáo sĩ thừa tác (giám mục, linh mục, phó tế). Tuy nhiên sự khác biệt này không có nghĩa là ai cao trọng hơn mà chỉ nói lên sự khác nhau về chức năng. Ngày nay tư tế vẫn có vai trò quan trọng chủ yếu trong Kitô giáo.

### Công giáo Rôma

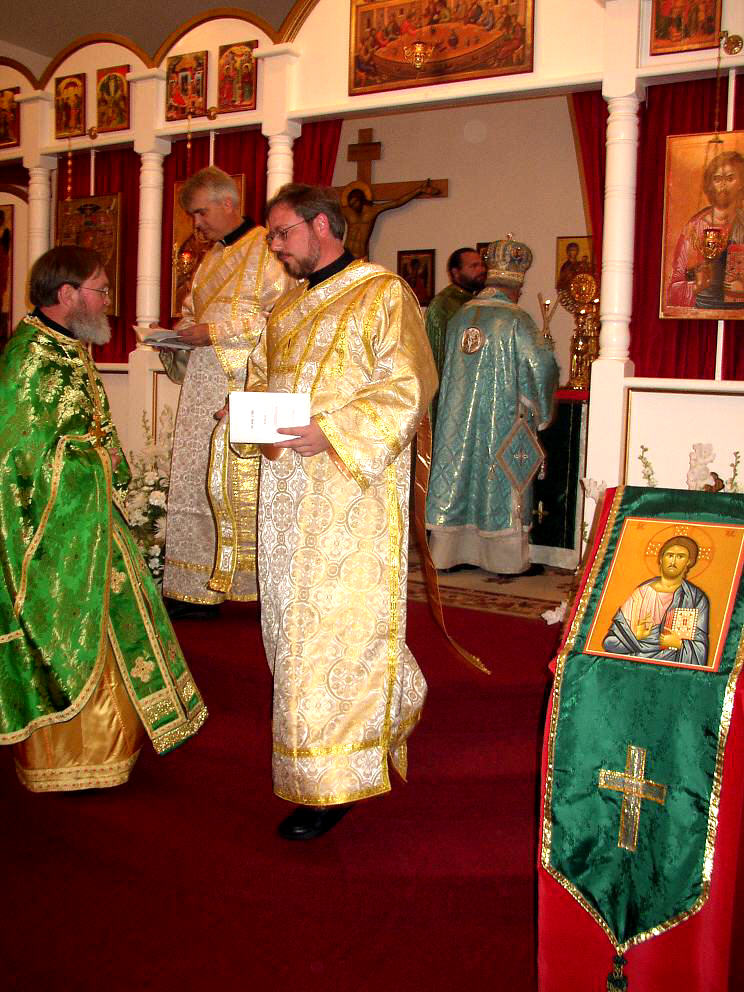
Tư tế Kitô giáo

Chức vụ thầy tế lễ trong Giáo hội Công giáo Rôma gọi chung là tư tế. Họ là những giáo sĩ gồm ba bậc theo thứ tự tấn phong từ thấp đến cao: phó tế, linh mục và giám mục; là những người có quyền và nhiệm vụ thực hiện chức năng quản trị và cử hành những lễ nghi tôn giáo cho cộng đoàn tín hữu được bề trên trao phó.
Khi linh mục được Giám mục địa phận sai đến với một cộng đoàn để phụ trách việc thờ phụng ở các giáo xứ hoặc giáo họ hay quản trị một giáo xứ nhất định, thì còn được gọi là linh mục quản xứ, linh mục quản nhiệm, hoặc cha xứ. Khi đó, linh mục quản xứ có thêm chức năng ban các bí tích, và trách nhiệm mục vụ, chăm sóc phần tâm linh cho các giáo dân (Kitô hữu), thăm viếng kẻ liệt, giữ gìn lễ nghi cũng như sự bình an trong giáo xứ với sự chỉ dẫn của vị Giám mục.

### Hệ phái khác
Trong một số cộng đồng Kháng Cách, chức vụ linh mục hoặc tương đương được gọi là mục sư (pastor). Tuy nhiên, trong Giáo hội Giám Lý Cơ Đốc, từ "mục sư" lại để chỉ chức vụ tương đương với Giám mục, áp dụng cho chức danh quản nhiệm (người lãnh đạo các giáo đoàn địa phương, không phân biệt nam nữ).